# Carpophage de la Société
Ducula aurorae
Espèce
Statut de conservation UICN

 EN D : En danger
Le Carpophage de la Société (Ducula aurorae) est une espèce d'oiseau appartenant à la famille des  Columbidae.

## Description
Cet oiseau mesure environ 51 cm de longueur. Le mâle est un peu plus grand que la femelle.
La tête, le cou et le dessous du corps sont gris argenté. Le dos, les ailes et la queue sont bleus et vert foncé métallique. Les iris et les pattes sont rouges. Le bec est noir avec une protubérance à la base de la mandibule supérieure.
Le jeune est plus sombre avec la tête et le cou vert grisâtre et le dessous du corps gris foncé.

## Répartition
Cet oiseau peuple les îles de la Société et l'archipel Tuamotu.

## Habitat
Cette espèce vit dans les forêts denses.

## Alimentation
Cet oiseau consomme divers fruits.

## Systématique
Le Carpophage de la Société constitue une super-espèce avec les Carpophages pacifique, de Micronésie et des Marquises.
La sous-espèce Ducula aurorae wilkesii (Peale, 1848) est acceptée par certains auteurs.

## Population et conservation
Cet oiseau est vulnérable car menacé par la diminution de son habitat et par la chasse. Il est très rare, peut-être même éteint à Tahiti.